# Ebru Gündeş
Ebru Gündeş (n. 12 octombrie 1974 la Istanbul) este o actriță, cântăreață și prezentatoare TV din Turcia.
Muzica ei se înscrie în stilul muzicii pop, albumul de debut apărându-i în 1992 sub titlul Tanrı Misafiri.
În ceea ce privește cariera TV, apare de nenumărate pe micul ecran ca actriță și cântăreață.
Este prezentatoarea emisiunii de succes Mega Show și deține un rol important în sitcomul İmkansız Aşk ("Dragoste imposibilă").
1. ↑  „Ebru Gündeş”, Internet Movie Database, accesat în 13 iulie 2016
2. ↑  Ebru Gündeş, Česko-Slovenská filmová databáze
3. ↑  „Ebru Gündeş”, Freebase Data Dumps[*] Verificați valoarea |titlelink= (ajutor)